# Boots & Braces
Boots & Braces ist eine Oi!-Band. Sie zählt zu den ältesten deutschen Bands dieses Genres.

## Bandgeschichte
Boots & Braces wurde 1983 von den Gebrüdern Walz gegründet. Nach wenigen Proben fanden sie den Bassisten Alfred, der allerdings bereits 1984 ausstieg, da die Brüder nach Hohenlohe zogen. Alfred absolvierte nur wenige Auftritte mit der Band, u. a. mit der befreundeten Band Herbärds, und spielte das erste Demo ein.
Mit Alex fand die Band einen Ersatz. Auftritte in Deutschland und Frankreich folgten. 1986 erweiterte sich die Besetzung um Sänger Ralf, mit dem auch die erste Single Aufrecht gehen (1987) im Eigenvertrieb veröffentlicht wurde. Das Debütalbum Wahnsinn erschien 1988 auf dem rechtsextremistischen Label Rock-O-Rama. Nach  der Veröffentlichung stieg Alex wieder aus. Mit dem 16-jährigen Martin fanden sie einen neuen Gitarristen, was dazu führt, dass Matt Walz an den Bass wechselt.
Der erste Auftritt der Rechtsrock-Band Noie Werte fand zusammen mit Boots & Braces in Schwäbisch Gmünd statt.
1990 wechselte die Band zum Label Metal Enterprises und veröffentlichte das zweite Album Partypiraten. Die Band spielte darauf folgend in Budapest vor etwa 1000 Personen. Nach der Tour wurde das Line-Up um den zweiten Gitarristen Dani erweitert. 1992 erschien das dritte Album Die andere Seite auf Nowotnys Noize, einem Unterlabel von Metal Enterprises.
1993 folgte die Jubiläums-CD Schön war die Zeit mit sechs neuen Stücken, die auch als Picture Disc erhältlich war. Als 1994 überraschend der Sänger ausstieg, wurde die Live in Wien auf Druck des Labels veröffentlicht. Matt Walz übernahm wieder den Gesang, wanderte jedoch 1995 zusammen mit seiner Frau und ihrem Kind nach Irland aus. Live-Auftritte wurden dadurch erschwert, jedoch fand bereits gegen Ende 1995/Anfang 1996 eine Tour statt. Eine weitere Auslandstour durch die USA und Kanada wurde ohne den Sänger absolviert. Billy, der Walz auf dieser Tour vertrat, blieb zwei Jahre lang Ersatz.
1997 wurde die CD 11 Pints of Oi! veröffentlicht. Diese stellte die letzte Veröffentlichung auf Metal Enterprises da, das Label meldet kurz danach Konkurs an.
Weitere Touren durch Deutschland, das benachbarte Ausland und die USA folgten. 2003 nahm die Band die EP Made in Kü´au in Irland und Deutschland auf. Neue Plattenfirma war DSS Records. Es war die bis dato letzte Veröffentlichung der Band.

## Kontroverse
Obwohl die Band keine politischen Aussagen in ihren Texten hat, wurde sie auf Grund der ehemaligen Labelzugehörigkeit zu Rock-O-Rama und Metal Enterprises und Auftritten mit bekannten Rechtsrock-Größen wie Noie Werte, Störkraft und Endstufe dem Rechtsrock zugeordnet. Ab Mitte der 1990er versuchten sie verstärkt, ihren „rechten Ruf als Band“ loszuwerden. Die Band erklärte in Interviews sich nicht für Politik zu interessieren, sie wollten aber niemanden von vornherein ausgrenzen. Politische Phrasen jeglicher Art würden auf Konzerten nicht geduldet.

## Diskografie
- Aufrecht gehen (Single, 1987)
- Wahnsinn (1988)
- Party Piraten (1989)
- Andere Seite (1992)
- Schön war die Zeit (1993)
- Live in Wien (1995)
- Boots & Braces over America (Single, 1996)
- 11 Pints of Oi (1999)
- Made in Kü´au (MCD, 2003)